# Eptesicus gobiensis
Eptesicus gobiensis (Пергач гобійський) — вид рукокрилих родини Лиликові (Vespertilionidae).

## Поширення
Країни проживання: Афганістан, Тибет, Індія, Казахстан, Киргизстан, Монголія, Непал, Пакистан, Російська Федерація, Таджикистан, Туркменістан, Узбекистан. Мешкає в пустельних, напівпустельних і степових місцеперебуваннях. Зазвичай спочиває у затінених місцях, таких як тріщини скель і будівлі, але не в тріщинах дерев. Живе відокремлено або невеликими групами.

## Загрози та охорона
Основною загрозою є посухи. Приблизно 17 % ареалу виду в Монголії знаходиться в межах охоронних територій. Крім того, вид живе в охоронних територіях в Росії й Казахстані.